# Sistema de control de fuego de cañones navales
El sistema de control de fuego de cañones navales permite apuntar los cañones de la nave en forma remota y automática contra buques de superficie, aeronaves o blancos terrestres, con o sin la ayuda del radar.
El control de fuego es, en términos generales, el procedimiento que realiza el personal que cubre la artillería de un buque con el propósito de golpear al buque enemigo lo más fuerte y seguido posible hasta destruirlo, la forma de cómo hacerlo de la mejor manera es la solución que proporciona el sistema de control de fuego.

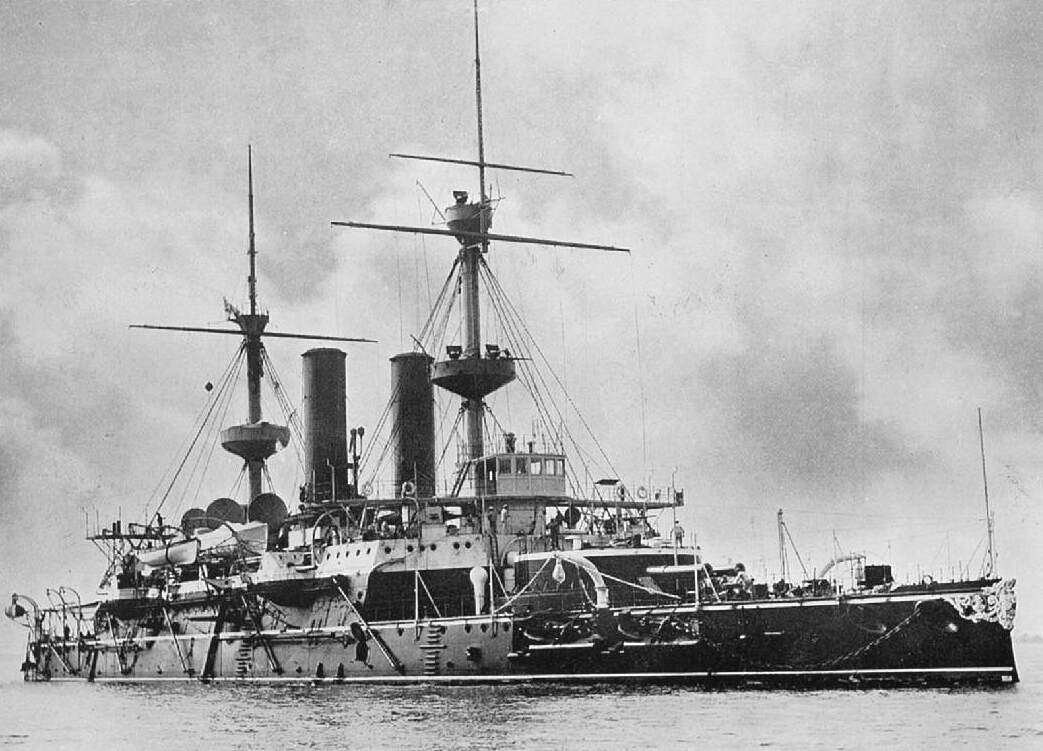
HMS Hood - Acorazado clase Royal Sovereign- 1890

## Historia
Antes del año 1800 la mayoría de los enfrentamientos navales fueron efectuados a distancias de 20 a 50 m. Durante la guerra civil americana, el enfrentamiento entre el USS Monitor y el CSS Virginia, marzo de 1862, se efectuó a menos de 90 m de distancia. En 1879, en la combate naval de Angamos, entre los blindados chilenos Blanco y Cochrane contra el monitor peruano Huáscar, la distancia fue de 3000 m.
A fines del siglo XIX la distancia a la que podían disparar los cañones había aumentado notablemente. Cañones estriados y de mayor largo disparando granadas explosivas de menor peso relativo, comparadas con las balas de metal, habían hecho posible este aumento en la distancia de combate. Ahora el gran problema era apuntarlos al blanco mientras el buque propio se balanceaba según el estado del mar. Este problema fue resuelto con la introducción del giroscopio por lo que los cañones estuvieron libres de crecer en porte, sobrepasando el calibre de 10 pulgadas al final del siglo. Estos cañones eran capaces de disparar a distancias tan grandes que su primera limitación fue poder ver el blanco, lo que hizo emplear mástiles más altos.
Otra mejora técnica fue la introducción de la turbina a vapor lo que incrementó la velocidad de las naves. Los primeros buques capitales daban velocidades de 16 nudos que luego aumentaron hasta 20 nudos por el incremento del tamaño de las turbinas. Estos adelantos significaron que el buque navegaba una distancia considerable desde el momento en que disparaba una granada y esta caía en el mar. Además fue necesario controlar el fuego de varios cañones a la vez.
El control del tiro naval envuelve tres niveles de complejidad:
1. El control local efectuado en montajes que son apuntados individualmente por la dotación de cada cañón.
2. El control por Director que apunta todos los cañones del buque sobre un blanco.
3. El fuego coordinado de una formación de buques sobre un solo blanco, lo que requiere maniobrar flotas completas.[2]

### Control de fuego centralizado y la Primera Guerra Mundial

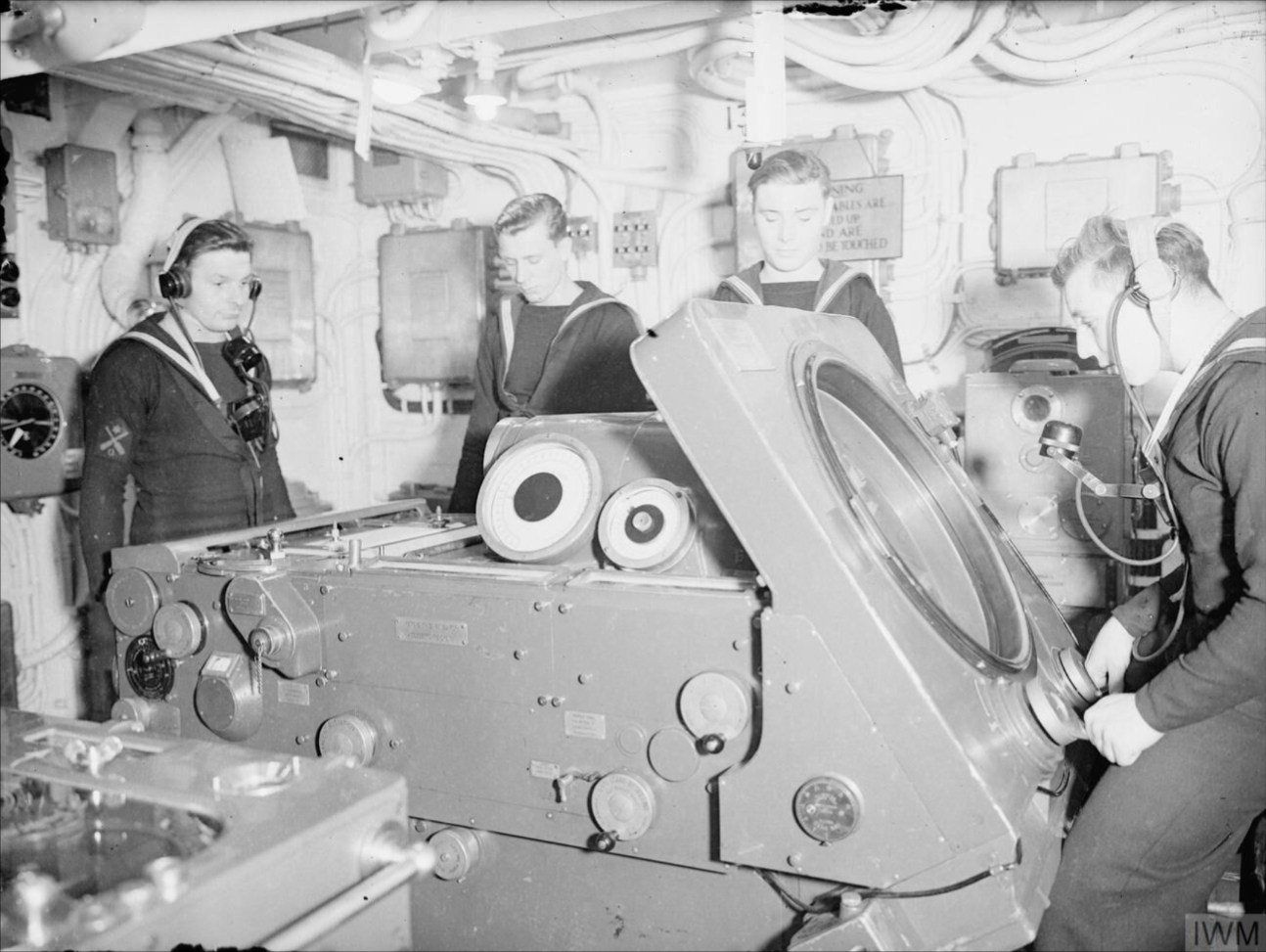
Mesa Almirantazgo Mk IV - HMS Duke of York

Los sistemas navales de control de fuego centralizado se desarrollaron por primera vez en la época de la Primera Guerra Mundial. El control local se había utilizado hasta ese momento, y se mantuvo en uso en los buques de guerra más pequeños y auxiliares hasta la Segunda Guerra Mundial. Comenzando con el acorazado británico HMS Dreadnought, los grandes buques de guerra tenían por lo menos seis cañones del mismo calibre, lo que permitió el control de fuego centralizado.
El Reino Unido construyó su primer sistema centralizado antes de la Gran Guerra. En el corazón de este se encontraba una computadora analógica, la Mesa Dreyer, diseñada por el comandante Frederic Charles Dreyer que calculaba la razón de cambio en distancia. La Mesa Dreyer tuvo que ser mejorada y empleada en el período de entreguerras, período en el que fue reemplazada, en los barcos nuevos y en los modernizados, por la Mesa Almirantazgo de control de fuego.
Todos los cañones de la nave eran apuntados desde una posición central colocada lo más arriba posible sobre el puente de mando. El Director se convirtió en una característica del diseño de los acorazados, con los mástiles tipo "Pagoda" de los japoneses, diseñados para maximizar la visión del Director a grandes distancias. Un oficial de control de fuego llevaba un seguimiento de las salvas y enviaba las correcciones a cada cañón.

### Control de fuego y el calculador analógico

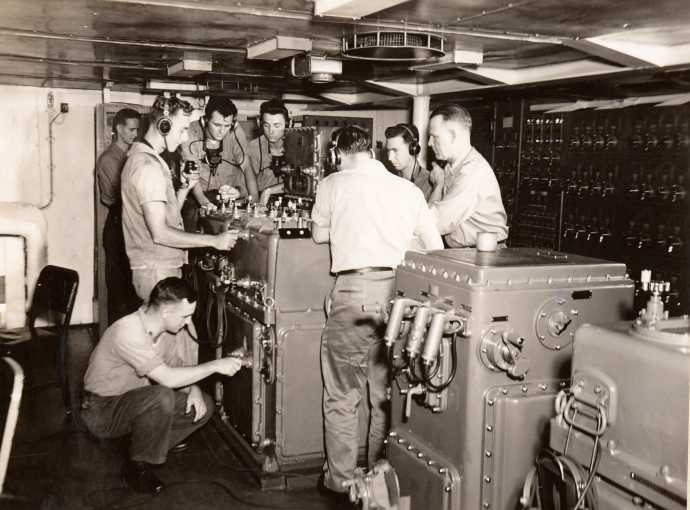
Calculador Ford Mk1

Los factores balísticos no medidos e incontrolables como la temperatura del aire en la altura, la humedad, la presión barométrica, la dirección y velocidad del viento requerían un ajuste final mediante la observación de la caída de los proyectiles. La medición visual de la distancia, tanto del blanco como de los piques de las granadas era difícil de determinar antes de la disponibilidad del radar. Los británicos optaron por los telémetros de coincidencia mientras que los alemanes y la marina estadounidense por estereoscópicos. Los primeros eran menos capaces de distinguir diferentes blancos pero más aliviados para el operador cuando lo cubría durante un largo período de tiempo, y para los segundos era al revés. Durante la batalla de Jutlandia, mientras algunos creían que los británicos poseían el mejor sistema de control de fuego del mundo sólo el 3 % de sus disparos realmente dieron en el blanco. En ese entonces, los británicos utilizaban principalmente un sistema manual de control de fuego.
En la US Navy el primer empleo de un calculador fue en el USS Texas en 1916. Debido a las limitaciones de la tecnología en ese momento los primeros calculadores eran toscos. Durante la Primera Guerra Mundial, los calculadores generaban automáticamente los ángulos necesarios para apuntar la batería, pero los marineros tenían que seguir manualmente las indicaciones de los punteros. Esta tarea era llamada "seguir los punteros", pero las dotaciones tendían a cometer errores inadvertidos cuando se cansaban durante batallas prolongadas. Durante la Segunda Guerra Mundial, se desarrollaron servomecanismos, llamados "power drives" en la Armada de los Estados Unidos, que permitieron que los cañones se apuntaran automáticamente según las órdenes del calculador sin intervención manual, aunque el sistema de punteros continuó funcionando por si fallaba el control automático. Los calculadores Mk. 1 y Mk. 1A tenían aproximadamente 20 servomecanismos, en su mayoría servos de posición, para minimizar el torque en los mecanismos de cálculo.
La Aichi Clock Company produjo primero el computador análogo para ángulos bajos Tipo 92 Shagekiban en 1932. El calculador y el sistema de control de fuego Mark 38 tenía una ventaja sobre sistema de Marina Imperial japonesa en operatividad y flexibilidad.
La última acción de combate de los computadores análogos, por lo menos en la US Navy, fue en 1991 en la guerra del Golfo Pérsico cuando los calculadores de los acorazados clase Iowa dirigieron los últimos tiros en combate.

### El radar y la Segunda Guerra Mundial

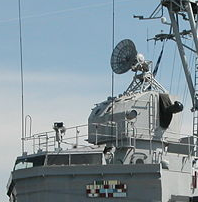
Director Mk37 de un Fletcher

Los calculadores fueron actualizados a menudo a medida que la tecnología avanzaba y en la Segunda Guerra Mundial eran un elemento crítico del sistema integrado de control de fuego. La incorporación del radar a principios de la Segunda Guerra Mundial, proporcionó a los buques la capacidad de realizar efectivas operaciones de tiro a larga distancia, en mal tiempo o por la noche.
En la Segunda Guerra Mundial el sistema de control de fuego americano era ayudado por el radar mientras que los japoneses basaron su sistema en la ayuda de telémetros ópticos. La superioridad del sistema de la US Navy quedó ampliamente demostrada en la batalla del golfo de Leyte en octubre de 1944. En Surigao los destructores americanos atacaron durante la noche a los acorazados y cruceros pesados japoneses ayudándose con el radar, primero lanzando sus torpedos a corta distancia sin ser repelidos y luego los cruceros dispararon 8 cañones de 16" a 22.800 yardas dando en el blanco a la primera salva.
Solo la RN y la USN lograron control de fuego a ciegas por radar, sin necesidad de obtener visualmente el buque opositor. Todos las potencias del Eje carecieron de esta posibilidad. Naves de las clases Iowa y South Dakota podían disparar granadas más allá del horizonte visual, en la oscuridad, a través del humo o del mal tiempo. Los sistemas americanos, junto con varias otras grandes marinas contemporáneas, tenían elementos estables que podían proporcionar una solución de tiro aun maniobrando. Al comienzo de la Segunda Guerra Mundial los buques británicos, alemanes y americanos podían maniobrar y disparar a la vez empleando sofisticados calculadores análogos de control de fuego que incorporaban entradas del girocompás y del giro del elemento estable.
A la cuadra del cabo Matapán la flota británica del Mediterráneo empleando el radar emboscó y destrozó a una flota italiana, aunque el fuego fue bajo control óptico al emplear granadas estrellas. En la batalla naval de Guadalcanal el USS Washington, en oscuridad absoluta, causó daños fatales al acorazado Kirishima empleando una combinación de control de fuego óptico y de radar.

## Control automático

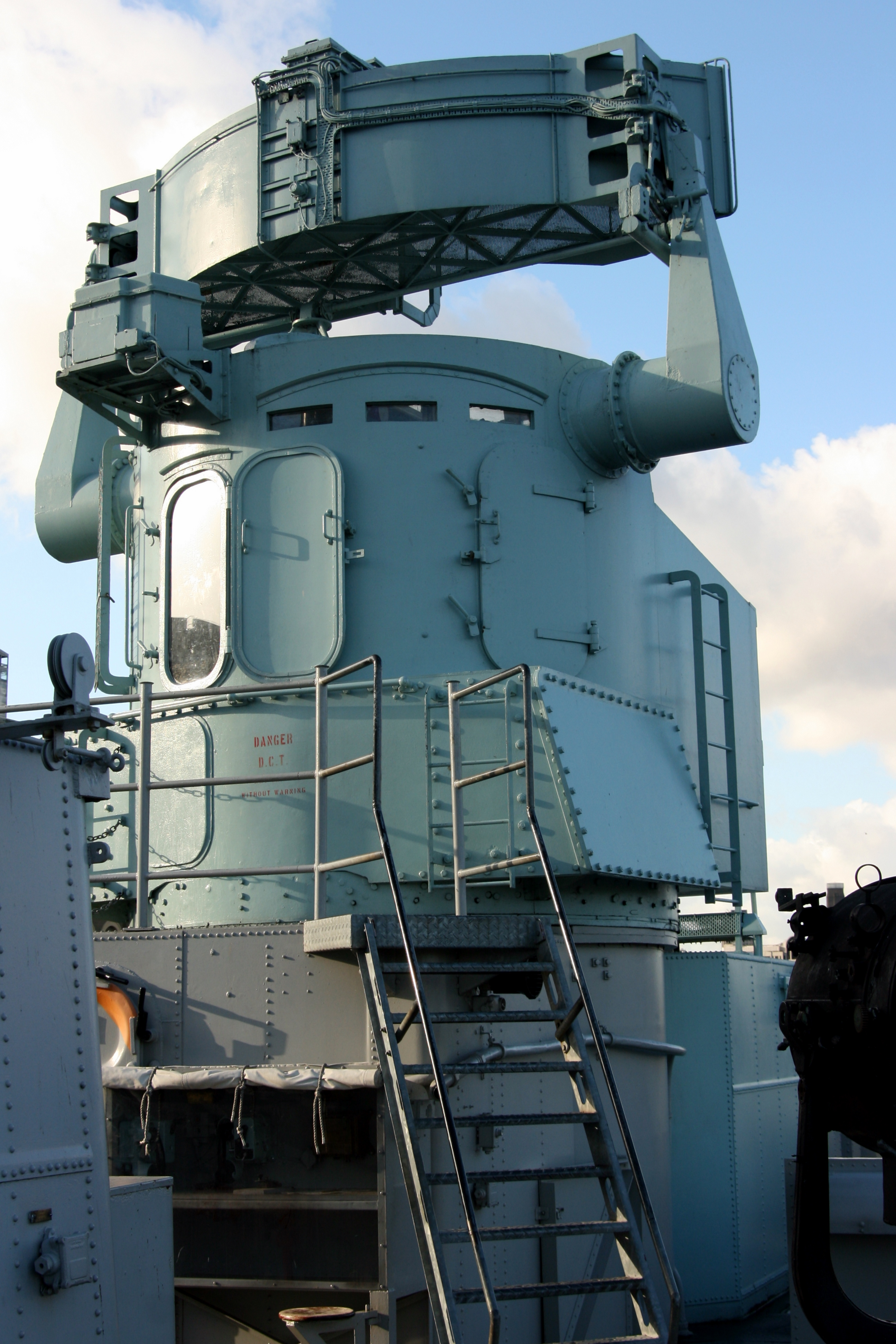
Plataforma de dirección de los cañones en el HMS Belfast.

Los equipos de control automático, conocidos también como equipos de tracción de control remoto, son empleados para posicionar varios elementos de la batería en concordancia con una orden eléctrica, llamada la "señal", recibida de alguna otra estación, generalmente un calculador. Los elementos que normalmente emplean estos equipos son las torres, montajes y directores. La ventaja de los equipos de control automático son la velocidad y exactitud con que los cañones pueden ser apuntados y disparados. Ronzar y elevar cañones mediante control manual, ya sea haciendo coincidir diales indicadores o empleando telescopios, es relativamente difícil e inexacto. Fluctuaciones en la orden que llega, la inercia de las pesadas torres o montajes, el balance y cabeceo de la plataforma del cañón, y el tiempo de reacción del personal de apuntadores y ronzas en observar y responder a la variación de la orden tiende a causar inexactitudes en la puntería del cañón.
El diseño del equipo de control automático depende de la naturaleza y fuente de la "señal", la carga a ser movida y la naturaleza del amortiguamiento requerido para eliminar movimientos aleatorios y asegurar la exactitud y rapidez de respuesta.
El principio de control automático es aplicado en los equipos de armamento ya sea donde la carga es liviana, como en los calculadores e indicadores, o es pesada, como es mover los montajes de cañones, torres o directores de control de fuego. Las cargas livianas generalmente son movidas por motores eléctricos pequeños. Para las cargas pesadas, uno de los dos tipos de tracción de poder es empleado: (1) electro hidráulico o (2) amplidino.
La tracción electrohidráulica es poderosa, fiable y exacta. Es empleada principalmente con cargas pesadas, como son los sistemas de ronza y elevación de montajes y torres, o bien cuando se emplean grandes fuerzas de detención y parada, como sucede en los ascensores de la munición y mecanismos de los atacadores. Su principal desventaja es el constante esfuerzo requerido en su mantenimiento. La tracción por amplidinos también es fiable y exacta, pero requiere menos mantenimiento. Son superiores a la tracción electro hidráulica en cargas más livianas y se emplean en montajes, directores y proyectores.

## Equipos que integran el control de fuego

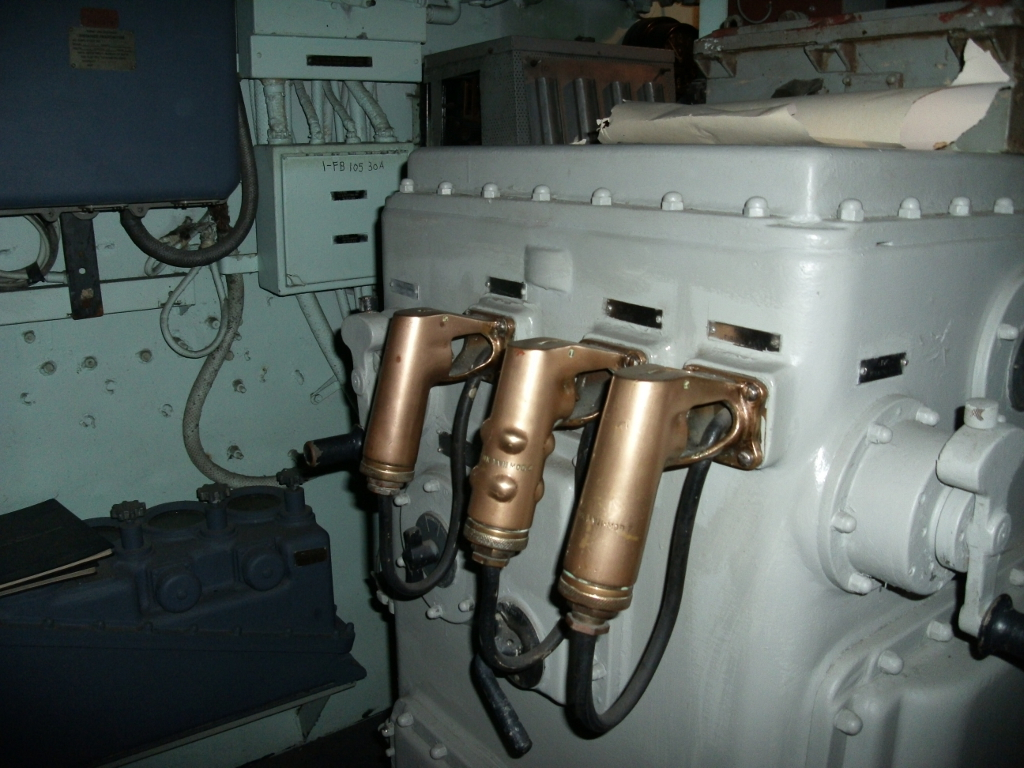
Elemento estable del USS Kidd DD 661

La aplicación práctica de la balística exterior y los métodos y equipos empleados para controlar los cañones y otras armas se conoce como control de fuego. Una pequeña lista de algunos tipos de equipos de control de fuego que se encuentran a bordo son:
- Telémetros: Son instrumentos ópticos empleados para medir la distancia al blanco.
- Radar: Empleando medios electrónicos, proveen distancias más exactas y además pueden medir la demarcación y la elevación del blanco.
- Directores: Son equipos mecánicos y eléctricos que controlan los cañones desde una posición remota. Generalmente están emplazados en un nivel más alto que los cañones para proporcionar una mayor distancia y tener mejor visibilidad.
- Reloj de distancia y calculadores: Son instrumentos mecánicos y eléctricos, o electrónicos, que calculan automática y continuamente la información que se necesita para apuntar los cañones.
- Elementos estables: Son mecanismos controlados giroscópicamente que miden el movimiento del buque con respecto a la horizontal y compensan los efectos de dicho movimiento.
- Sistemas de transmisión: Son empleados para enviar información desde una estación a otra; por ejemplo, transmitir órdenes a los cañones automáticamente desde el calculador al montaje.[6]

## Pasos para solucionar el problema del control de fuego
Aunque los pasos para dar solución al problema del control de fuego son varios, los podemos resumir en los siguientes cinco:
1. Establecer la posición presente del blanco respecto al buque propio.
2. Predecir la posición futura del blanco respecto al buque propio. Calcular los ángulos de adelanto.
3. Estabilizar las distintas unidades. Contrarrestar los efectos del balance y cabeceo del buque propio.
4. Calcular las correcciones necesarias para determinar la ronza y elevación de los cañones.
5. Transmitir las órdenes a los cañones. Observar la caída de los piques y de ser necesario corregir las órdenes a los cañones, espotear.

| Paso | Efectuado por                                                                              | Se necesita conocer |
| ---- | ------------------------------------------------------------------------------------------ | --- |
| 1    | Director                                                                                   | 1. Distancia telémetro o radar 2. Demarcación. Mira o radar |
| 2    | Calculador                                                                                 | 1. Rumbo propio desde el girocompás 2. Velocidad propia desde la corredera pitómeter 3. Rumbo estimado del blanco desde el director 4. Velocidad estimada del blanco desde el director |
| 3    | Vertical estable                                                                           | 1. Level 2. Crosslevel |
| 4    | Calculador                                                                                 | 1. Posición futura del blanco del paso 2 2. Correcciones balísticas en distancia y deflección - a mano 3. Level y crosslevel desde el Vertical estable                                 |
| 5    | 1. Sistemas de sincros y servos. 2. Conexión mecánica. 3. Comunicación verbal por teléfono | Órdenes a los cañones desde el calculador. |

### Paso 2 - Cálculos efectuados por el calculador
| Datos ingresados                                                               | Calculador | Salidas                                       |
| ------------------------------------------------------------------------------ | --- | --------------------------------------------- |
| - Rumbo del blanco. - Velocidad del blanco. - Rumbo propio. - Velocidad propia | 1. Resuelve el movimiento buque propio en sus componentes a lo largo y a través de la línea de mira (LOS) 2. Ídem para el buque blanco. 3. Obtiene la razón de cambio en distancia y la razón de cambio lineal en demarcación. 4. Multiplica ambas razones de cambio por el tiempo de vuelo del proyectil determinando la distancia futura y la deflexión futura. 5. Corrige la distancia futura por el efecto en la distancia de la deflexión. | - Ángulo de mira Vs. - Deflección de mira Ds. |

### Otros factores que afectan la exactitud del disparo
Hay otros factores que afectan la exactitud del tiro que no caen dentro del concepto de la balística exterior o interior. Son condiciones propias de cada buque, condiciones del combate o la destreza del personal artillero.
Los equipos de los sistemas de control de fuego y del armamento contienen muchos elementos mecánicos y eléctricos que se emplean para resolver el problema del control de fuego, apuntar y disparar los cañones. Este equipo debe ser mantenido en buenas condiciones de trabajo, alineado correctamente y calibrado exactamente. El mal funcionamiento o la pérdida de movimiento de alguno de ellos puede causar serios errores en la posición de los cañones en ronza y elevación para dar en el blanco.
Otro factor que afecta a la exactitud del tiro es la destreza del personal. Los equipos de control de fuego y el armamento es útil solo cuando los que lo operan lo hacen correctamente, por eso es importante mantener los errores en el mínimo posible.
Las condiciones del combate también afectan al tiro. Los más sofisticados equipos serán inútiles salvo que el blanco pueda ser ubicado y su rumbo y posición futura sean determinados exactamente. Las tácticas evasivas del enemigo frecuentemente disminuyen la exactitud del fuego.

### La importancia del espoteo
No todos los factores que afectan a un proyectil en el aire pueden ser exactamente evaluados antes de disparar. Aunque se tenga el mejor sistema de control de fuego y las mejores dotaciones de personal en los cañones y en el control de fuego se debe esperar alguna desviación de la posición predicha de la caída del proyectil. Por eso, es totalmente posible que los primeros tiros no den en el blanco. No es suficiente fijar el blanco, operar los equipos de control de fuego y apuntar los cañones de acuerdo a las órdenes obtenidos del calculador.
Es indispensable que la caída de cada tiro sea observada de manera que se pueda determinar si los proyectiles están cayendo largo, cortos o desviados de la dirección del blanco. Entonces se podrán aplicar correcciones a la elevación y deflexión de manera que los proyectiles caigan sobre el blanco. Este procedimiento de observar la caída de los piques y aplicar correcciones para que den en el blanco se llama "espotear". Este espoteo es un proceso permanente durante el combate y es la corrección final para compensar los errores que no se pueden evaluar antes de disparar.

## El problema de control de fuego antiaéreo

### Métodos de control de fuego de razón lineal y de razón relativa
Todos los factores que entran en la solución del problema de control de fuego en tiro de superficie son considerados en la solución del problema de control del tiro antiaéreo. Se debe determinar la distancia al blanco, demarcación, rumbo y velocidad y hacer las correcciones por rumbo y velocidad del buque propio. El problema AA es un poco más complicado porque el blanco aéreo se mueve a alta velocidad sobre la superficie del océano y puede estar ascendiendo o descendiendo en picada.
Las etapas de la solución del problema de control de fuego son las mismas que las de un blanco de superficie solo que se debe agregar correcciones debidas a la elevación del blanco y por lo tanto afectan principalmente a los dos primeros pasos de la solución. Es necesario medir la elevación del blanco por sobre la horizontal (paso 1) y en el (paso 2) se debe predecir la elevación futura, además de la distancia y demarcación futura.
El ángulo de elevación se determina midiendo la elevación del director y combinándola con la medición del nivel del elemento estable. Se puede apreciar que la distancia inclinada desde el cañón al blanco a lo largo de la LOS disminuye al acercarse el blanco al buque propio y aumenta al alejarse. Tanto el ángulo de elevación del blanco y la distancia afectan la orden de elevación a los cañones. Estas determinan, junto con las correcciones balísticas, cuál debe ser el ángulo de mira para que el proyectil intercepte al blanco durante el vuelo.
Hemos visto cómo un blanco aéreo que se mueve horizontalmente afecta a la solución del problema del control de fuego, ahora veremos la segunda mayor diferencia entre un blanco de superficie y uno aéreo y es que este último puede estar moviéndose verticalmente hacia arriba o hacia abajo además de acercase o alejarse de nuestro buque.
La distancia inclinada y el ángulo de elevación de un blanco que se mueve en el plano vertical aumenta al aumentar la altura del blanco sobre la tierra y viceversa. Por supuesto en la práctica los blancos aéreos se mueven en ambos planos horizontal y vertical y se acercan o alejan del buque propio. Hay dos métodos diferentes para medir el movimiento del blanco y calcular las correcciones para apuntar los cañones. Estos métodos son 1. Sistema de control de razón lineal y 2. Sistema de control de razón relativa.
El sistema de control de razón lineal determina los cambios de la posición del blanco mediante razones lineales de igual manera que en el problema de superficie. El movimiento relativo del blanco perpendicular a la LOS en el plano horizontal es RdBs. El movimiento relativo del blanco a lo largo de la LOS es Rd y además en el problema AA se debe calcular el movimiento relativo perpendicular a la LOS en el plano vertical llamado RdE. Para determinar estos componentes el director debe medir la distancia al blanco, la demarcación y elevación y debe estimar su velocidad, rumbo y razón de subida. Estas cantidades son transmitidas al calculador que predice la distancia futura, demarcación y elevación en forma similar a como lo hace en el,tiro de superficie.
El sistema de control de razón relativa determina los cambios de la posición del blanco midiendo la velocidad angular de la línea de mira. Si usted mantiene un dedo apuntado hacia un avión, la razón a la cual su brazo y dedo debe moverse para seguir el vuelo del blanco es una medida aproximada de la velocidad angular de la línea de mira. El sistema de razón relativa mide esta velocidad angular y la corrige por el tiempo de vuelo y curvatura de la trayectoria.
Mientras el operador mantenga sus miras sobre el blanco e introduzca la distancia manualmente, el equipo automáticamente calcula los ángulos de adelanto en elevación y demarcación necesarios para compensar el movimiento del blanco. Los cañones entonces se mueven automática y continuamente según esos ángulos.
La principal diferencia entre ambos sistemas es que uno mide el movimiento lineal de la línea de mira y el otro su movimiento angular para determinar los cambios de la posición del blanco.
Sistemas de control de razón lineal están instalados en destructores, cruceros, portaaviones y acorazados y son el sistema primario para controlar las baterías de 5" y 6" contra blancos de superficie y antiaéreos. Baterías de estos calibres son normalmente empleadas contra blancos aéreos distantes y elevados en los que son necesarias las correcciones por viento, deriva, paralaje, level y crosslevel.
Se han diseñado varios sistemas de control de razón relativa para controlar el fuego de ametralladoras de 20 mm y 40 mm y de cañones de 3" contra blancos aéreos que vuelan bajo y a corta distancia. Esto porque la corta distancia a la cual normalmente son empleados no requieren las correcciones por viento, deriva, etc. por ser muy pequeñas. Se provee un sistema de control de razón relativa para cada montaje, mientras que los sistemas de control de razón lineal un solo director puede controlar el fuego de todos o una parte de los cañones de las baterías de 5" o 6".

## Sistemas de control de fuego de la US Navy

### Sistema de control de fuego Mk 33
El sistema de control de fuego Mk 33 fue un director de control de fuego movido con poder, menos avanzado que el Mk 37. El Mk 33 empleaba un calculador analógico Mk 10. Todo el calculador estaba montado en un director abierto en lugar de estar en una central separada como estaba en el control de fuego de grandes ángulos HACS de la Royal Navy, o el siguiente sistema de control de fuego Mk 37, y esto hizo difícil mejorar el sistema Mk 33. Podía calcular la solución de fuego para blancos aéreos de 320 nudos y hasta 400 nudos en picada.
Se comenzó su instalación a fines de 1930 en destructores, cruceros y portaaviones con dos directores Mk 33 montados a proa y popa de la isla. Inicialmente no tenían un radar de control de fuego, eran apuntados solo mediante miras. Después de 1942, algunos de esos directores fueron cerrados y se les instaló un radar Mk 4 en el techo del director, mientras que a otros se les instaló un radar Mk 4 sobre el director abierto. Con el radar Mk 4 aviones grandes podían ser adquiridos hasta a 40.000 yardas. Tenían menor distancia, 30.000 yardas, contra blancos aéreos que volaban bajo y contra buques de superficie grandes, con el radar, los blancos podían ser adquiridos y golpeados con exactitud de noche y con cualquier estado del tiempo. Los sistemas Mk 33 y Mk 37 empleaban la predicción taquimétrica del movimiento del blanco.
La US Navy nunca consideró satisfactorio el sistema Mk 33, pero los problemas de producción en tiempos de guerra y el peso añadido más los problemas de espacio del sistema Mk 37 impidieron la eliminación gradual del Mk 33.
Aunque superior a los equipos más antiguos, los mecanismos de cálculo dentro del calculador Mk 10 eran demasiado lentos, tanto en obtener soluciones iniciales de un blanco y en mantenerlas a pesar de las maniobras de este. Por esto el Mk 33 era evidentemente inadecuado, como lo señalaron observadores de ejercicios de ataques aéreos simulados antes del comienzo de las hostilidades. Sin embargo, a pesar de reconocer la seriedad de las deficiencias el comienzo de los planes de reemplazo fueron pospuestos por la dificultad de espacio bajo cubierta, relacionado con el reemplazo de los Mk 28.

### Sistema de control de fuego Mk 37
Como los defectos no eran muy grandes, el Mk 33 continuó produciéndose hasta bastante después de finalizada la Segunda Guerra Mundial. La dirección de armamentos comenzó el desarrollo de un director mejorado en 1936, solo dos años después que se instalara el primer director Mk 33. El objetivo de reducir su peso no se alcanzó, ya que el sistema director resultante pesaba alrededor de 8000 libras más que el equipo que estaba programado reemplazara, pero el director Mk 37 que resultó del programa poseía virtudes que compensaban sobradamente este peso extra. Aunque las órdenes a los cañones eran las mismas que las del Mk 33, proporcionaban más seguridad y dieron generalmente mejores resultados con la batería de 5", tanto si eran empleadas en tiro contra blancos de superficie o aéreos. Además, el elemento estable y el calculador, en lugar de estar instalados en la caseta del director fueron puestos bajo cubierta, donde estaban más protegidos de los ataques enemigos y riesgo de la estabilidad del buque. Fue diseñado para tener por último un radar que permitió el fuego a ciegas por director. En realidad, el sistema Mk 37 fue mejorado casi continuamente. A fines de 1945 el equipo había tenido 92 modificaciones, casi el doble del total de directores de este tipo que había en la flota el 7 de diciembre de 1941. Las unidades contratadas sumaban 841 y representaban una inversión por encima de los  148 000 000 USD. Destructores, cruceros, acorazados, portaaviones, y muchas unidades auxiliares emplearon el director, con instalaciones individuales que variaban desde uno en los destructores hasta cuatro en cada acorazado. El desarrollo de los directores Mk 33 y Mk 37 proporcionó a la flota de los Estados Unidos un sistema de control de fuego de larga distancia contra aviones atacantes.
Mientras ese había parecido ser el problema más acuciante en el momento en que fueron desarrollados los equipos, solo era una parte de la totalidad del problema que planteaba la defensa aérea. Al acortarse las distancias la exactitud de los directores caía violentamente, e incluso a distancias intermedias dejaba mucho que desear. El peso y el tamaño de los equipos impedían movimientos rápidos, haciendo difícil cambiar de un blanco a otro. Su eficiencia era entonces inversamente proporcional a la proximidad del peligro. El calculador fue reemplazado por el calculador Ford Mk1 en 1935. La información de las razones de cambio en altura permitía una solución para blancos aéreos que se movían sobre 400 millas por hora. Comenzando con los destructores de la clase Sims emplearon uno de esos computadores y los acorazados hasta con cuatro. La efectividad del sistema contra blancos aéreos disminuyó a medida que los aviones fueron haciéndose más rápidos, pero hacia el fin de la Segunda Guerra Mundial se efectuaron actualizaciones del sistema Mk 37, y se lo hizo compatible con el desarrollo de la espoleta de aproximación que explotaba cuando estaba cerca del blanco en lugar del tiempo o la altura, aumentando significativamente la probabilidad de que una granada destruyera un blanco.

#### El director Mk 37
La función del director Mk 37 que se parece a una torre con "orejas" en lugar de cañones, era traquear la posición presente de un blanco en demarcación, elevación y distancia. Para hacer esto, tenía miras ópticas (las ventanas rectangulares o portas del frente), un telémetro óptico (los tubos u orejas que salen de cada lado) y en los últimos modelos, las antenas del radar de control de fuego. La antena rectangular era para el radar de control de fuego Mk 12, y la antena parabólica, en el lado izquierdo, para el radar de control de fuego Mk 22. Estos fueron parte de una actualización para mejorar el seguimiento de aviones.
El oficial director también tenía una mira giratoria para apuntar rápidamente el director hacia un nuevo blanco. Los acorazados tenían hasta cuatro sistemas de control de fuego Mk 37. En un acorazado el director está protegido por un blindaje de 1,5 pulgadas de grosor y pesa 21 toneladas. El director Mk 37 del USS Joseph P. Kennedy Jr. está protegido por un blindaje de media pulgada de grosor y pesa 16 toneladas.
Señales estabilizadas desde el elemento estable mantenían los telescopios de la mira óptica, telémetro y la antena del radar libre de los efectos del movimiento de la cubierta del buque. La señal que mantenía el eje del telémetro horizontal fue llamada "crosslevel"; la estabilización de la elevación fue llamada simplemente "level". A pesar de que el elemento estable estaba bajo las cubiertas en la central, junto al calculador Mk 1/1A, sus cardanes internos seguían los movimientos del director en demarcación y elevación, por lo que este proporcionaba directamente level y crosslevel. Para hacer esto, exactamente, cuando el sistema de control de fuego era instalado al comienzo, un supervisor, que trabajaba en varias etapas, transfería la posición del director a la central de modo que los mecanismos internos del elemento estable estuvieran correctamente alineados con el director.
Aunque el telémetro tenía una masa y una inercia importantes, los servos de crosslevel normalmente eran cargados ligeramente, porque la inercia propia del telémetro lo mantenía esencialmente horizontal: así, por lo general el trabajo de los servos consistía simplemente en asegurar que los telescopios de la mira y del telémetro se mantuvieran horizontales.
Los movimientos en ronza (demarcación) y elevación del director Mk 37 era efectuado por motores de corriente continua alimentados desde generadores amplificados por poder amplidino. Aunque el amplidino de ronza podía soportar varios kilovatios de salida, su señal de entrada provenía de un par de tetrodos de audio 6L6.

#### La central
En los acorazados, la central de la batería secundaria estaba bajo la línea de flotación y dentro del cinturón acorazado. Tenía cuatro grupos de equipos de control de fuego necesarios para apuntar y disparar a cuatro blancos. Cada conjunto incluía un calculador Mk 1A, un elemento estable Mk 6, controles y pantallas del radar de control de fuego, correctores de paralaje, un tablero control y el personal necesario para operar todo.